# Ivica Šurjak
Ivan Šurjak detto Ivica (Spalato, 23 marzo 1953) è un ex calciatore jugoslavo, di ruolo attaccante.

## Caratteristiche tecniche
Ala sinistra estrosa e potente, era uno specialista delle punizioni.

## Carriera

### Giocatore

#### Club

Šurjak all'Udinese nella stagione 1982-1983

Nel corso degli anni settanta ha giocato con l'Hajduk Spalato, vincitrice del campionato jugoslavo nel 1970-1971, 1973-1974, 1974-1975, 1978-1979, e della Coppa di Jugoslavia nel 1971-1972, 1973, 1974, 1975-1976, 1976-1977.
Prima di concludere la propria carriera calcistica nel 1985, venne ingaggiato dal Paris Saint-Germain, con il quale vinse la Coppa di Francia nel 1982, dall'Udinese che lasciò per far posto al brasiliano Zico (all'epoca erano permessi due soli stranieri e nell'Udinese militava anche l'altro brasiliano Edinho) e infine dal Real Saragozza.
Nell'annata in Friuli, nelle gare casalinghe, i suoi calci piazzati si infrangevano spesso sui "legni" delle porte. A stagione inoltrata l'allenatore Enzo Ferrari, insospettito, fece misurare le porte dello Stadio Friuli che si rivelarono più basse di 4-5 centimetri. Furono messe a norma in segreto per evitare la raffica di 0-2 a tavolino che ne sarebbero conseguiti.

#### Nazionale
Nella Nazionale jugoslava disputò 54 incontri, segnando 10 reti. Ha disputato due Mondiali (1974 e 1982) e un Europeo (1976) con la sua Nazionale, segnando due goal ai Mondiali del '74.

### Dopo il ritiro
Tra il 1999 e il 2003 svolge l'attività di direttore sportivo nell'Hajduk Spalato nel campionato croato, funzione che tornò a svolgere nel 2007.

## Statistiche

### Cronologia presenze e reti in nazionale
| Cronologia completa delle presenze e delle reti in nazionale ― Jugoslavia | Cronologia completa delle presenze e delle reti in nazionale ― Jugoslavia | Cronologia completa delle presenze e delle reti in nazionale ― Jugoslavia | Cronologia completa delle presenze e delle reti in nazionale ― Jugoslavia | Cronologia completa delle presenze e delle reti in nazionale ― Jugoslavia | Cronologia completa delle presenze e delle reti in nazionale ― Jugoslavia | Cronologia completa delle presenze e delle reti in nazionale ― Jugoslavia | Cronologia completa delle presenze e delle reti in nazionale ― Jugoslavia |
| Data                                                                      | Città                                                                     | In casa                                                                   | Risultato                                                                 | Ospiti                                                                    | Competizione                                                              | Reti                                                                      | Note                                                                      |
| ------------------------------------------------------------------------- | ------------------------------------------------------------------------- | ------------------------------------------------------------------------- | ------------------------------------------------------------------------- | ------------------------------------------------------------------------- | ------------------------------------------------------------------------- | ------------------------------------------------------------------------- | ------------------------------------------------------------------------- |
| 21-10-1973                                                                | Zagabria                                                                  | Jugoslavia                                                                | 0 – 0                                                                     | Spagna                                                                    | Qual. Mondiali 1974                                                       | -                                                                         | 61’                                                                       |
| 19-12-1973                                                                | Il Pireo                                                                  | Grecia                                                                    | 2 – 4                                                                     | Jugoslavia                                                                | Qual. Mondiali 1974                                                       | 1                                                                         | 46’                                                                       |
| 13-2-1974                                                                 | Francoforte sul Meno                                                      | Spagna                                                                    | 0 – 1                                                                     | Jugoslavia                                                                | Qual. Mondiali 1974                                                       | -                                                                         |                                                                           |
| 17-4-1974                                                                 | Zenica                                                                    | Jugoslavia                                                                | 0 – 1                                                                     | Unione Sovietica                                                          | Amichevole                                                                | -                                                                         |                                                                           |
| 29-5-1974                                                                 | Székesfehérvár                                                            | Ungheria                                                                  | 3 – 2                                                                     | Jugoslavia                                                                | Amichevole                                                                | -                                                                         |                                                                           |
| 5-6-1974                                                                  | Belgrado                                                                  | Jugoslavia                                                                | 2 – 2                                                                     | Inghilterra                                                               | Amichevole                                                                | -                                                                         |                                                                           |
| 14-6-1974                                                                 | Francoforte sul Meno                                                      | Jugoslavia                                                                | 0 – 0                                                                     | Brasile                                                                   | Mondiali 1974 - 1º turno                                                  | -                                                                         |                                                                           |
| 18-6-1974                                                                 | Gelsenkirchen                                                             | Zaire                                                                     | 0 – 9                                                                     | Jugoslavia                                                                | Mondiali 1974 - 1º turno                                                  | 1                                                                         |                                                                           |
| 22-6-1974                                                                 | Francoforte sul Meno                                                      | Scozia                                                                    | 1 – 1                                                                     | Jugoslavia                                                                | Mondiali 1974 - 1º turno                                                  | -                                                                         |                                                                           |
| 26-6-1974                                                                 | Düsseldorf                                                                | Germania Ovest                                                            | 2 – 0                                                                     | Jugoslavia                                                                | Mondiali 1974 - 2º turno                                                  | -                                                                         |                                                                           |
| 30-6-1974                                                                 | Francoforte sul Meno                                                      | Jugoslavia                                                                | 1 – 2                                                                     | Polonia                                                                   | Mondiali 1974 - 2º turno                                                  | -                                                                         |                                                                           |
| 3-7-1974                                                                  | Düsseldorf                                                                | Jugoslavia                                                                | 1 – 2                                                                     | Svezia                                                                    | Mondiali 1974 - 2º turno                                                  | 1                                                                         |                                                                           |
| 28-9-1974                                                                 | Zagabria                                                                  | Jugoslavia                                                                | 1 – 0                                                                     | Italia                                                                    | Amichevole                                                                | 1                                                                         |                                                                           |
| 30-10-1974                                                                | Belgrado                                                                  | Jugoslavia                                                                | 3 – 1                                                                     | Norvegia                                                                  | Qual. Euro 1976                                                           | -                                                                         |                                                                           |
| 16-4-1975                                                                 | Belfast                                                                   | Irlanda del Nord                                                          | 1 – 0                                                                     | Jugoslavia                                                                | Qual. Euro 1976                                                           | -                                                                         |                                                                           |
| 31-5-1975                                                                 | Belgrado                                                                  | Jugoslavia                                                                | 3 – 0                                                                     | Paesi Bassi                                                               | Amichevole                                                                | -                                                                         | 53’                                                                       |
| 4-6-1975                                                                  | Solna                                                                     | Svezia                                                                    | 1 – 2                                                                     | Jugoslavia                                                                | Qual. Euro 1976                                                           | -                                                                         |                                                                           |
| 9-6-1975                                                                  | Oslo                                                                      | Norvegia                                                                  | 1 – 3                                                                     | Jugoslavia                                                                | Qual. Euro 1976                                                           | 1                                                                         |                                                                           |
| 15-10-1975                                                                | Zagabria                                                                  | Jugoslavia                                                                | 3 – 0                                                                     | Svezia                                                                    | Qual. Euro 1976                                                           | -                                                                         |                                                                           |
| 19-11-1975                                                                | Belgrado                                                                  | Jugoslavia                                                                | 1 – 0                                                                     | Irlanda del Nord                                                          | Qual. Euro 1976                                                           | -                                                                         |                                                                           |
| 18-2-1976                                                                 | Tunisi                                                                    | Tunisia                                                                   | 2 – 1                                                                     | Jugoslavia                                                                | Amichevole                                                                | 1                                                                         |                                                                           |
| 17-4-1976                                                                 | Belgrado                                                                  | Jugoslavia                                                                | 0 – 0                                                                     | Ungheria                                                                  | Amichevole                                                                | -                                                                         |                                                                           |
| 24-4-1976                                                                 | Zagabria                                                                  | Jugoslavia                                                                | 2 – 0                                                                     | Galles                                                                    | Qual. Euro 1976                                                           | -                                                                         |                                                                           |
| 22-5-1976                                                                 | Cardiff                                                                   | Galles                                                                    | 1 – 1                                                                     | Jugoslavia                                                                | Qual. Euro 1976                                                           | -                                                                         |                                                                           |
| 17-6-1976                                                                 | Belgrado                                                                  | Jugoslavia                                                                | 2 – 4 dts                                                                 | Germania Ovest                                                            | Euro 1976 - Semifinale                                                    | -                                                                         |                                                                           |
| 19-6-1976                                                                 | Zagabria                                                                  | Jugoslavia                                                                | 2 – 3 dts                                                                 | Paesi Bassi                                                               | Euro 1976 - Finale 3º posto                                               | -                                                                         |                                                                           |
| 25-9-1976                                                                 | Roma                                                                      | Italia                                                                    | 3 – 0                                                                     | Jugoslavia                                                                | Amichevole                                                                | -                                                                         | cap.                                                                      |
| 10-10-1976                                                                | Siviglia                                                                  | Spagna                                                                    | 1 – 0                                                                     | Jugoslavia                                                                | Qual. Mondiali 1978                                                       | -                                                                         |                                                                           |
| 23-3-1977                                                                 | Belgrado                                                                  | Jugoslavia                                                                | 2 – 4                                                                     | Unione Sovietica                                                          | Amichevole                                                                | -                                                                         |                                                                           |
| 8-5-1977                                                                  | Zagabria                                                                  | Jugoslavia                                                                | 0 – 2                                                                     | Romania                                                                   | Qual. Mondiali 1978                                                       | -                                                                         |                                                                           |
| 26-6-1977                                                                 | Belo Horizonte                                                            | Brasile                                                                   | 0 – 0                                                                     | Jugoslavia                                                                | Amichevole                                                                | -                                                                         | cap.                                                                      |
| 3-7-1977                                                                  | Buenos Aires                                                              | Argentina                                                                 | 1 – 0                                                                     | Jugoslavia                                                                | Amichevole                                                                | -                                                                         | cap. 70’                                                                  |
| 5-10-1977                                                                 | Budapest                                                                  | Ungheria                                                                  | 4 – 3                                                                     | Jugoslavia                                                                | Amichevole                                                                | -                                                                         |                                                                           |
| 13-11-1977                                                                | Bucarest                                                                  | Romania                                                                   | 4 – 6                                                                     | Jugoslavia                                                                | Qual. Mondiali 1978                                                       | -                                                                         | cap.                                                                      |
| 16-11-1977                                                                | Salonicco                                                                 | Grecia                                                                    | 0 – 0                                                                     | Jugoslavia                                                                | Coppa dei Balcani                                                         | -                                                                         | cap.                                                                      |
| 30-11-1977                                                                | Belgrado                                                                  | Jugoslavia                                                                | 0 – 1                                                                     | Spagna                                                                    | Qual. Mondiali 1978                                                       | -                                                                         | cap.                                                                      |
| 5-4-1978                                                                  | Teheran                                                                   | Iran                                                                      | 0 – 0                                                                     | Jugoslavia                                                                | Amichevole                                                                | -                                                                         | cap.                                                                      |
| 18-5-1978                                                                 | Roma                                                                      | Italia                                                                    | 0 – 0                                                                     | Jugoslavia                                                                | Amichevole                                                                | -                                                                         | cap.                                                                      |
| 4-10-1978                                                                 | Zagabria                                                                  | Jugoslavia                                                                | 1 – 2                                                                     | Spagna                                                                    | Qual. Euro 1980                                                           | -                                                                         | cap. 46’                                                                  |
| 25-10-1978                                                                | Bucarest                                                                  | Romania                                                                   | 3 – 2                                                                     | Jugoslavia                                                                | Qual. Euro 1980                                                           | -                                                                         | cap.                                                                      |
| 1-4-1979                                                                  | Nicosia                                                                   | Cipro                                                                     | 0 – 3                                                                     | Jugoslavia                                                                | Qual. Euro 1980                                                           | 1                                                                         | cap.                                                                      |
| 16-9-1979                                                                 | Belgrado                                                                  | Jugoslavia                                                                | 4 – 2                                                                     | Argentina                                                                 | Amichevole                                                                | -                                                                         | 21’                                                                       |
| 10-10-1979                                                                | Valencia                                                                  | Spagna                                                                    | 0 – 1                                                                     | Jugoslavia                                                                | Qual. Euro 1980                                                           | 1                                                                         | cap.                                                                      |
| 31-10-1979                                                                | Kosovska Mitrovica                                                        | Jugoslavia                                                                | 2 – 1                                                                     | Romania                                                                   | Qual. Euro 1980                                                           | -                                                                         | cap. 84’                                                                  |
| 14-11-1979                                                                | Novi Sad                                                                  | Jugoslavia                                                                | 5 – 0                                                                     | Cipro                                                                     | Qual. Euro 1980                                                           | -                                                                         | cap.                                                                      |
| 27-8-1980                                                                 | Belgrado                                                                  | Romania                                                                   | 2 – 0                                                                     | Jugoslavia                                                                | Coppa dei Balcani                                                         | -                                                                         | cap. 46’                                                                  |
| 10-9-1980                                                                 | Lussemburgo                                                               | Lussemburgo                                                               | 0 – 5                                                                     | Jugoslavia                                                                | Qual. Mondiali 1982                                                       | -                                                                         | 84’                                                                       |
| 9-9-1981                                                                  | Copenaghen                                                                | Danimarca                                                                 | 1 – 2                                                                     | Jugoslavia                                                                | Qual. Mondiali 1982                                                       | -                                                                         | cap.                                                                      |
| 17-10-1981                                                                | Belgrado                                                                  | Jugoslavia                                                                | 1 – 1                                                                     | Italia                                                                    | Qual. Mondiali 1982                                                       | -                                                                         | cap.                                                                      |
| 21-11-1981                                                                | Novi Sad                                                                  | Jugoslavia                                                                | 5 – 0                                                                     | Lussemburgo                                                               | Qual. Mondiali 1982                                                       | 1                                                                         | cap. 53’                                                                  |
| 29-11-1981                                                                | Il Pireo                                                                  | Grecia                                                                    | 1 – 2                                                                     | Jugoslavia                                                                | Qual. Mondiali 1982                                                       | 1                                                                         | cap.                                                                      |
| 17-6-1982                                                                 | Saragozza                                                                 | Irlanda del Nord                                                          | 0 – 0                                                                     | Jugoslavia                                                                | Mondiali 1982 - 1º turno                                                  | -                                                                         | cap.                                                                      |
| 20-6-1982                                                                 | Valencia                                                                  | Spagna                                                                    | 2 – 1                                                                     | Jugoslavia                                                                | Mondiali 1982 - 1º turno                                                  | -                                                                         | cap.                                                                      |
| 24-6-1982                                                                 | Saragozza                                                                 | Jugoslavia                                                                | 1 – 0                                                                     | Honduras                                                                  | Mondiali 1982 - 1º turno                                                  | -                                                                         | cap.                                                                      |
| Totale                                                                    |                                                                           | Presenze                                                                  | 54                                                                        |                                                                           | Reti                                                                      | 10                                                                        |                                                                           |

## Palmarès

### Club
- Campionato jugoslavo: 4

Hajduk Spalato: 1970-1971, 1973-1974, 1974-1975, 1978-1979
- Coppa di Jugoslavia: 5

Hajduk Spalato: 1971-1972, 1973, 1974, 1975-1976, 1976-1977
- Coppa di Francia: 1

Paris Saint-Germain: 1981-1982

### Individuale
- Calciatore jugoslavo dell'anno: 1

1976